# Marïnka
Marïnka (en ukrainien : Ма́р’їнка, en russe : Ма́рьинка, Marinka) est une ville de l'oblast de Donetsk, en Ukraine, et le chef-lieu administratif du raïon de Marïnka. Sa population, à majorité de langue maternelle ukrainienne (recensement de 2001) s'élève à 9 913 habitants en 2013. Elle se situe à une vingtaine de kilomètres à l’ouest de Donetsk.
La ville est rasée lors de la bataille de Marïnka, destructions qui s'ajoutent aux bombardements subis depuis 2014 et la guerre du Donbass.

## Géographie
Marïnka est située à 24 km à l'ouest de Donetsk, et est limitrophe à l'est de la commune urbaine d'Oleksandrivka. La ville se trouve au bord de la rivière Osykova, affluente de la rivière Vovtcha, puis de la Samara, dans le système hydrologique de la rive gauche du fleuve Dniepr.

## Histoire
Marïnka doit son origine sous l'Empire russe à l'établissement de paysans venant, à partir de 1844, des gouvernements (provinces) de Poltava et de Kharkov. On compte 1 316 habitants en 1859. En 1874, Marinka devient le centre d'une volost de l'ouïezd de Marioupol. Les mines de Troudovskikh et Voznessenskikh emploient une partie de la population de Marinka. En 1869, une école paroissiale est ouverte et en 1896 un collège de zemstvo. À la veille de la Première Guerre mondiale, le village compte 524 ménages. Le 16 avril 1920, la volost est incorporée dans le raïon de Jouzovsky du gouvernement de Donetsk.
En 1932, une station de machines et de tracteurs (MTS) est créée à Marïnka. En 1938, Marïnka accède au statut de commune urbaine. Vers 1941, est achevée l'électrification et la TSF est installée. On y trouve deux écoles secondaires, un club et une bibliothèque.
Au cours de la Seconde Guerre mondiale, la communauté juive de la ville est assassinée dans une exécution de masse perpétrée par un einsatzkommando.

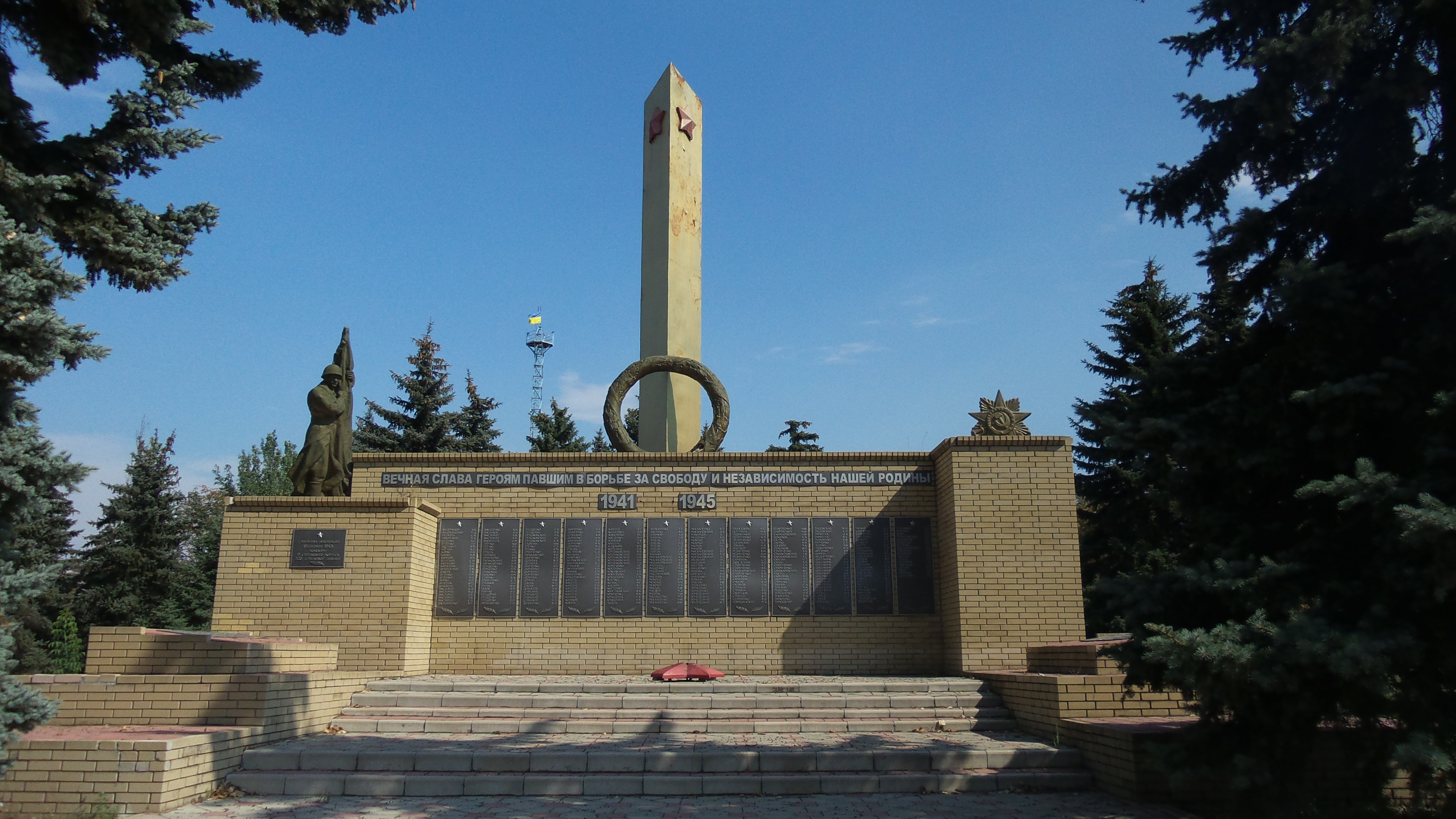
Monument aux morts de la Grande Guerre patriotique.

Pendant les années qui suivent la Seconde Guerre mondiale, Marïnka reçoit un certain nombre d'établissements industriels.
Marïnka a le statut de ville depuis 1977.

### XXIesiècle

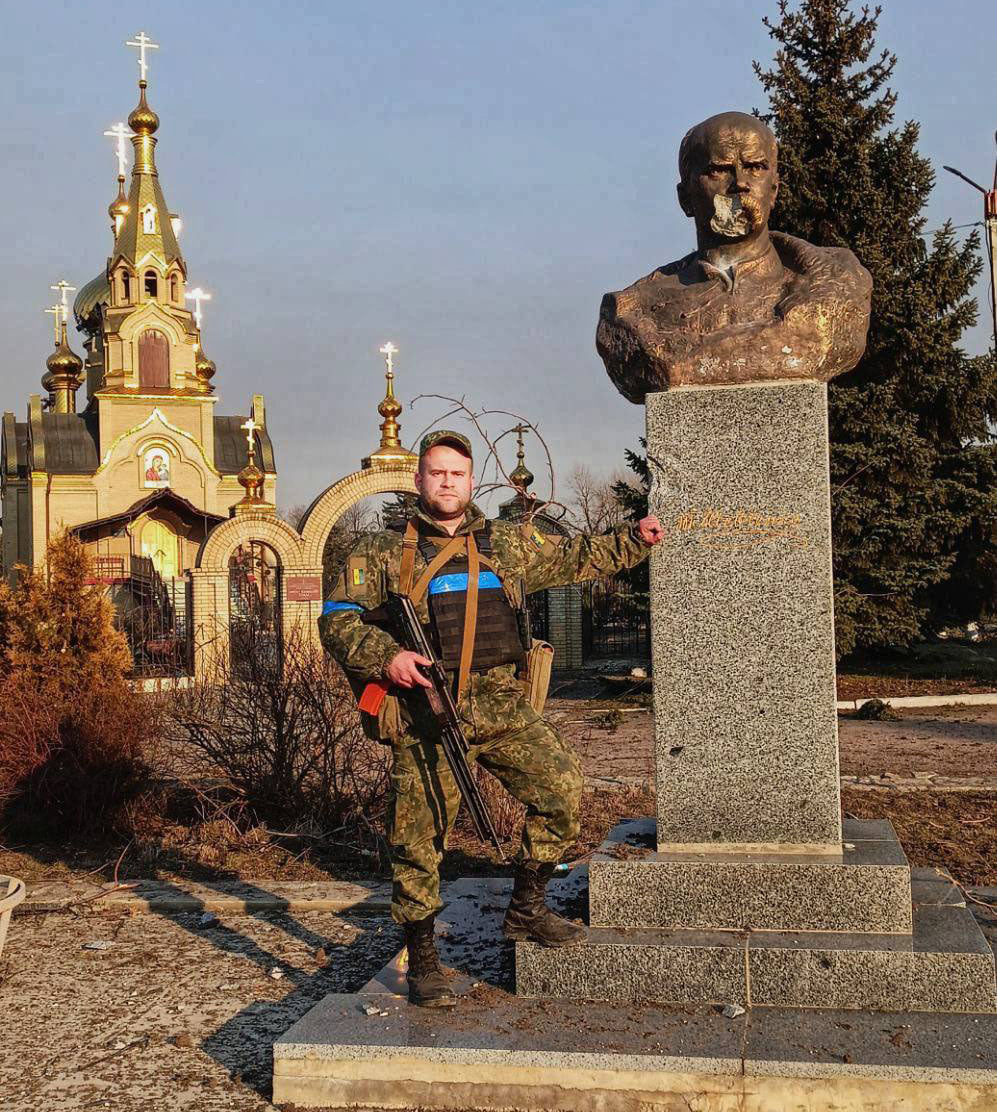
L'église notre dame de Kazan et le buste de Taras Chevtchenko en 2022.

La ville est le théâtre d'agitations antigouvernementales en mars 2014 et occupée par les miliciens pro-russes le mois suivant. Le 5 août 2014, l'armée ukrainienne s'empare de Marïnka qui est devenue la ligne de front, malgré une offensive de grande échelle des troupes de la république populaire de Donetsk impliquant 1 000 soldats, des tanks et de l'artillerie lourde le 3 juin 2015.
Au printemps 2018, Marïnka est toujours divisée par la ligne de front. Les forces de la république populaire de Donetsk repartent à l'attaque à partir de fin mars 2022, alors que la ville désertée de ses habitants est minée par les forces ukrainiennes.
En mars 2023, la ville est considérée comme totalement détruite par des mois de bataille durant la guerre en Ukraine,.
Le 25 décembre 2023, selon le ministre russe de la Défense Sergueï Choïgou , les troupes russes ont pris le contrôle total de Marïnka. Le lendemain, 26 décembre 2023, le commandant en chef des forces armées ukrainiennes Valery Zaluzhny a déclaré que les troupes ukrainiennes s'étaient retirées de Marïnka et s'étaient retranchées à sa périphérie.

## Population
D'après le recensement de 2001 la distribution des résidents de la ville selon leur langue maternelle était la suivante  :
- Ukrainien — 70,11 %
- Russe  — 28,93 %
- Arménien  — 0,35 %
- Biélorusse  — 0,06 %
- Grec — 0,06 %

Recensements (*) ou estimations de la population :
| 1959* | 1970* | 1979*  | 1989*  | 2001*  |
| ----- | ----- | ------ | ------ | ------ |
| 7 883 | 9 347 | 10 135 | 10 944 | 10 722 |

| 2009   | 2010   | 2011  | 2012  | 2013  |
| ------ | ------ | ----- | ----- | ----- |
| 10 108 | 10 029 | 9 978 | 9 944 | 9 913 |

### Publications et articles
- Benoît Vitkine, « Ukraine : plongée dans la guerre sans fin du Donbass : Reportage auprès des habitants de la rue Lénine, à Marinka », Le Monde,‎ 23 avril 2018 (ISSN 1950-6244, lire en ligne, consulté le 23 avril 2018)